# (2972) Niilo
(2972) Niilo est un astéroïde de la ceinture principale.

## Description
(2972) Niilo est un astéroïde de la ceinture principale. Il fut découvert le 7 octobre 1939 à Turku par Yrjö Väisälä. Il présente une orbite caractérisée par un demi-grand axe de 2,15 UA, une excentricité de 0,17 et une inclinaison de 1,1° par rapport à l'écliptique.

## Compléments